# 苯甲酸乙酯
苯甲酸乙酯（Ethyl benzoate），分子式C9H10O2，是苯甲酸与乙醇在酸催化下形成的酯，其外观为无色液体，几乎不溶于水，但与很多有机溶剂混溶。与很多挥发性酯一样，苯甲酸乙酯有香味，它是某些天然和合成香料的组分，用于制造水果香料等。

## 制备
一种简单而广泛使用的实验室制法是以浓硫酸为催化剂，苯甲酸与乙醇的反应。
由于反应是一个平衡过程，常使用分水器，加入环己烷与水，乙醇形成恒沸物将水带出反应体系，促使反应完全。